# NCAA Division I Men’s Tennis Championships 1980
Bei den NCAA Division I Men’s Tennis Championships wurden 1980 die Herrenmeister im US-amerikanischen College Tennis ermittelt. Gespielt wurde vom 19. bis zum 26. Mai in Athens, Georgia. Als Gastgeberin fungierte die University of Georgia.

## Mannschaftsmeisterschaften
| Nr. | Spieler    | Erreichte Runde |
| --- | ---------- | --------------- |
| 01. | Stanford   | Sieg            |
| 02. | USC        | Dritter Platz   |
| 03. | California | Finale          |
| 04. | UCLA       | Viertelfinale   |

| Nr. | Spieler    | Erreichte Runde |
| --- | ---------- | --------------- |
| 05. | Pepperdine | Vierter Platz   |
| 06. | Trinity    | Viertelfinale   |
| 07. | Arkansas   | Viertelfinale   |
| 08. | Clemson    | Viertelfinale   |

## Einzel
| Nr. | Spieler          | Erreichte Runde |
| --- | ---------------- | --------------- |
| 1.  | Peter Rennert    | Finale          |
| 2.  | Scott McCain     | 3. Runde        |
| 3.  | Jay Lapidus      | Achtelfinale    |
| 4.  | Mel Purcell      | 2. Runde        |
| 5.  | Robert Van’t Hof | Sieg            |
| 6.  | Tony Giammalva   | 2. Runde        |
| 7.  | Ron Hightower    | Achtelfinale    |
| 8.  | Robbie Venter    | 2. Runde        |

| Nr.    | Spieler           | Erreichte Runde |
| ------ | ----------------- | --------------- |
| 9.–16. | David Dowlen      | 3. Runde        |
| 9.–16. | Chris Dunk        | 3. Runde        |
| 9.–16. | Eddie Edwards     | Viertelfinale   |
| 9.–16. | Juan Farrow       | 3. Runde        |
| 9.–16. | Mike Gandolfo     | 2. Runde        |
| 9.–16. | Chip Hooper       | Viertelfinale   |
| 9.–16. | Tim Mayotte       | 3. Runde        |
| 9.–16. | Blaine Willenborg | 3. Runde        |

## Doppel
| Nr. | Paarung                     | Erreichte Runde |
| --- | --------------------------- | --------------- |
| 1.  | Mel Purcell Rodney Harmon   | Sieg            |
| 2.  | Tony Giammalva John Benson  | Finale          |
| 3.  | Ron Hightower Peter Doohan  | 2. Runde        |
| 4.  | Robert Van’t Hof Doug Adler | Halbfinale      |

| Nr.   | Paarung                     | Erreichte Runde |
| ----- | --------------------------- | --------------- |
| 5.–8. | Chris Dunk Marty Davis      | 2. Runde        |
| 5.–8. | Blaine Willenborg Dick Metz | Viertelfinale   |
| 5.–8. | Peter Rennert Lloyd Bourne  | Halbfinale      |
| 5.–8. | Matt Horwitch Mike Leach    | Achtelfinale    |